# جورج كامبل (سياسي)
جورج كامبل (بالإنجليزية: George Campbell, 8th Duke of Argyll)‏ (و. 1823 – 1900 م) هو اقتصادي، وسياسي من المملكة المتحدة لبريطانيا العظمى وأيرلندا، كان عضوًا في الحزب الليبرالي، وكان عضوًا في الجمعية الملكية، والجمعية الملكية لإدنبرة، توفي عن عمر يناهز 77 عاماً.

## مناصب
تولى منصب قائمة رؤساء جمعية لندن الجيولوجية (1872–1874)
- Postmaster General of the United Kingdom [الإنجليزية]‏ (30 نوفمبر 1855–21 فبراير 1858)
- اللورد أمين الختم الكنيف [الإنجليزية]‏ (4 يناير 1853–7 ديسمبر 1855)
- Secretary of State for India [الإنجليزية]‏
- عضو مجلس الشورى البريطاني.

## جوائز
حصل على جوائز منها:
- فارس الرباط  [لغات أخرى]‏
- زميل في الجمعية الملكية
- Knight Companion of the Order of the Thistle ‏.